# スーパーヒーロー大戦GP 仮面ライダー3号
- 仮面ライダーシリーズ
  - 平成仮面ライダーシリーズ
    - 仮面ライダードライブ > スーパーヒーロー大戦GP 仮面ライダー3号
    - 仮面ライダー電王 > スーパーヒーロー大戦GP 仮面ライダー3号
    - 仮面ライダー剣 > スーパーヒーロー大戦GP 仮面ライダー3号
    - 仮面ライダー555 > スーパーヒーロー大戦GP 仮面ライダー3号

  - 昭和仮面ライダーシリーズ
    - 仮面ライダー > スーパーヒーロー大戦GP 仮面ライダー3号
    - 仮面ライダーBLACK > スーパーヒーロー大戦GP 仮面ライダー3号
    - 仮面ライダーBLACK RX > スーパーヒーロー大戦GP 仮面ライダー3号
- スーパー戦隊シリーズ
  - 手裏剣戦隊ニンニンジャー > スーパーヒーロー大戦GP 仮面ライダー3号
- スーパーヒーロー大戦シリーズ > スーパーヒーロー大戦GP 仮面ライダー3号

『スーパーヒーロー大戦GP 仮面ライダー3号』（スーパーヒーローたいせんグランプリ かめんライダー3ごう）は2015年3月21日より東映系にて公開された特撮映画作品。

## 概要
「仮面ライダーシリーズ」と「スーパー戦隊シリーズ」のクロスオーバーを描く、「スーパーヒーロー大戦シリーズ」の1つであり、同シリーズの通算4作目にあたる。前作『平成ライダー対昭和ライダー 仮面ライダー大戦 feat.スーパー戦隊』に引き続き、仮面ライダーを物語上の主軸にした本作品では、初上映年時点における最新の主役ライダーである『仮面ライダードライブ』が主演格で登場する。
企画段階では、スーパー戦隊シリーズ40周年に絡めた『烈車戦隊トッキュウジャー』と『仮面ライダー電王』の対決や、『仮面ライダードライブ』を主体として、刑事キャラクターを集合させることなどが検討されていた。しかし、プロデューサーの白倉はこういった要素を義務的なものと感じ、映画として成り立ちうる規模かどうかも疑問に思ったことで義務的な縛りから離れ、映画としての面白さを追求する作品が目指されている。そのため過去の「スーパーヒーロー大戦シリーズ」とは違い、スーパー戦隊の登場は限定的となっており、ドライブと同時期の『手裏剣戦隊ニンニンジャー』がクライマックスで客演として登場するに留まっている。
本作品のタイトルにもなっている仮面ライダー3号は、映像作品には本作品で初登場するライダーであるが、「仮面ライダー3号」という存在自体は本作品が初出ではなく、シリーズ第1作『仮面ライダー』の本放送中に新キャラクターとして考案され、1972年10月1日発行の『別冊たのしい幼稚園』10月号に掲載された漫画『3ごうライダー たい ブラックしょうぐん のまき』で初めて世に出たものであった。だが、その後の紆余曲折を経て、最終的に3号ライダーは新番組『仮面ライダーV3』の主役にして前述の3号とは出自もデザインもまったく異なる、仮面ライダーV3として登場した。本作品の3号は前述の漫画版の3号とは名称こそ同一だが、デザインも設定も異なる新キャラクターとなる。また、本作品ではV3も登場し、3号と対峙する。
物語の終盤で実施される、仮面ライダーたちによるレース対決の仮面ライダーグランプリは、『ドライブ』の「車に乗る仮面ライダー」という要素が強調されたもので、映画『ベン・ハー』での戦車競走が意識されている。その撮影は、ツインリンクもてぎ（現：モビリティリゾートもてぎ）で行われた。
春の東映ヒーロー映画恒例となった歴代仮面ライダーに変身する人物の出演については、本作品では南光太郎 / 仮面ライダーBLACK / 仮面ライダーBLACK RX役の倉田てつを、乾巧 / 仮面ライダーファイズ役の半田健人、橘朔也 / 仮面ライダーギャレン役の天野浩成、桜井侑斗 / 仮面ライダーゼロノス役の中村優一などが顔を揃えた。このうち中村は2014年に復帰を発表して以来、本作品が復帰第1弾となる。物語の中心となる黒井響一郎 / 仮面ライダー3号役は、及川光博が担当する。また、声のみであるが、仮面ライダーブレイド役は椿隆之、仮面ライダーカリス役は森本亮治、仮面ライダーレンゲル役は俳優業を引退した北条隆博が担当しており、『仮面ライダー剣』の主演ライダーのオリジナルキャストが10年ぶりに再集結した。一方、『オーズ・電王・オールライダー レッツゴー仮面ライダー』から恒例となっていた初上映年時点における前作の平成仮面ライダーシリーズの主役ライダー（本作品では『仮面ライダー鎧武/ガイム』）のオリジナルキャスト出演は無い。
『仮面ライダーアギト』から『烈車戦隊トッキュウジャー』まで東映ヒーローの主要キャラクターのスーツアクターを務めた押川善文は、本作品のデネブ役および仮面ライダーギャレン役の撮影を最後に現役引退となる。
2015年3月2日には、新宿バルト9にて完成披露舞台挨拶が、同年3月21日には丸の内TOEI1にて公開初日舞台挨拶が行われ、それぞれに及川ら主要俳優陣が登壇した。

## あらすじ
これは本来とは異なる仮面ライダーの歴史。
1973年2月10日、悪の秘密結社ショッカーを統括していた首領は仮面ライダー1号と仮面ライダー2号に追い詰められて浜名湖のアジト共々爆死し、世界に平和が訪れたように見えた。だがその直後、ショッカーが生み出した最強の戦士仮面ライダー3号が現れる。1号と2号は最後の力を振り絞って立ち向かうが、3号の圧倒的な力に敵わず戦死してしまう。その結果、ショッカーは総力を挙げて復活し、ついに世界征服を達成する。
そして時は流れ、2015年の現代。それまでの戦いと同様にロイミュード102を倒した仮面ライダードライブ / 泊 進ノ介と詩島 霧子が見上げた空が、緑色の光で覆われる。その光に包まれた瞬間、世界はショッカーによって完全に支配された末世に改変された。そこは1号と2号の後に続々と生み出された仮面ライダーたちが「正義」と「悪」の二派に分かれており、正義の仮面ライダーたちは世界をショッカーから解放するため、ショッカーに洗脳された悪の仮面ライダーたちはショッカーライダーとして正義の仮面ライダーを完全抹殺するため、互いに戦う世界となっていた。だが、霧子だけはこの改変された世界に違和感を感じていた。
改変された世界で進ノ介はショッカーライダーに属しており、「すべてのライダーを倒す」と息巻いていたが、正義の仮面ライダー仮面ライダーBLACK / 南 光太郎の「子供たちの未来を守る」という正義の叫びを聞いたことに加え、それとは対照的に平然と子供を盾に取るショッカーの姿を見て、「間違っているのは自分たちではないか」との疑念を抱くようになる。そんな折、霧子が傷ついた光太郎を匿ったことにより、進ノ介もショッカーへの反逆者とみなされ、追われる身となってしまう。
光太郎や本願寺、そして霧子までもがショッカーから逃れるために自ら命を絶ち、絶望に打ちひしがれる進ノ介の前に黒井 響一郎と名乗る男が現れた。「正義に目覚めた者同士、協力してショッカーを倒そう」と提案する響一郎に、進ノ介も同意して走りだす。だが、響一郎こそ、この狂った歴史を生み出した元凶の仮面ライダー3号であった。

## 登場人物
本作品オリジナルのキャラクターのみ詳細を記載する。
黒井 響一郎（） / 仮面ライダー3号
泊進ノ介と並ぶ、本作品におけるもう1人の主人公で、ショッカーによる改造手術を受け、ショッカー史上最強の戦士となった青年。「勝利」に対して異常なほど執着しており、すでに戦闘不能となった仮面ライダーに対しても、完膚なきまで攻撃を加える。また、「歴史」については「勝てば『正義』、負ければ『悪』」という考えを持っている。感情が昂ると右手が震え、それを左手で押さえることで気持ちを落ち着かせるという癖を持つ。
1973年の世界では1号と2号を倒し、ショッカーの世界征服を確実なものにしたが、2015年の世界では正義の仮面ライダーの1人として登場。進ノ介や侑斗、剛と共にライダータウンへ向かうが、実際はショッカーの作戦で動いており、正義の仮面ライダー殲滅のための芝居だった。
ライダーグランプリでは、進ノ介や仲間のはずのショッカーライダーたちまで攻撃して勝利を得ようとしたが、それは自身が実は脳改造を受けていなかったうえ、1号と2号を倒したことも後悔しており、その迷いを断ち切りたいがための行動だった。本心を進ノ介に指摘され、それを頑なに否定しつつ彼と勝負して敗北するも、進ノ介から「負けてもいい」「勝ち負けがすべてではない」ということを学んだ。
だがその直後、ショッカー首領の電子頭脳に取り込まれてそれがライダーロボに変形し、歴史改変ビームによって多くのライダーを歴史から抹消した。その後、電子頭脳を利用して復活した1号と2号がショッカーライダーたちの洗脳を解くと、自身も脱出してライダーロボの歴史改変ビームを無効化し、1号と2号や他の仮面ライダーと共に怪人たちと戦った。
ライダーロボが倒されると、歴史改変の無効化によって「仮面ライダー3号としての黒井響一郎」は消滅し、元の歴史ではF1レーサーとして活躍していた。
- 脚本の米村正二は、黒井は昔妻子をショッカーに殺害されており、それを1号のせいだと誤解しているという裏設定があり、当初は脚本にも書かれていたが、3号寄りの内容となるため、客層も考慮して一切省かれたという。

テレビスペシャル『手裏剣戦隊ニンニンジャーVS仮面ライダードライブ』
本作品の前日譚。歴史改変マシンの起こした光景を目にした剛に対して、追わないことを忠告して彼と対峙する。

### ショッカー
仮面ライダー1号と2号が戦っていた悪の組織。本来の歴史上ではショッカー首領が倒された時点で壊滅したが、改変された歴史上では仮面ライダー3号によって1号と2号が倒されたことを機に勢力を再び拡大させ、世界を手中に収めた。『レッツゴー仮面ライダー』同様、「優秀な者だけで新世界を作る」という理想を掲げている。
正義の仮面ライダーたちの大半を倒して首領の電子頭脳（歴史改変マシン）で洗脳し、ショッカーライダーとして使役する。街中では監視隊員が市民の言動に目を光らせており、ショッカーによる支配に反発する者や、仮面ライダーを「正義の象徴」と唱える者などには、それが子供であっても容赦せず、正義の仮面ライダーを倒すためなら、故意に子供に刃を向けることも辞さない。しかし、ライダーロボと共に歴史改変マシンを破壊されて歴史改変を無効化された結果、3号や「ショッカーに支配された暗黒の世界」と共に消滅した。
- ショッカー首領[16] / ライダーロボ
- ブラック将軍 / ヒルカメレオン / 立花 藤兵衛（）
- 追田 現八郎 / チーターカタツムリ

| - 魔進チェイサー - ジェネラルシャドウ - 大神官ダロム - ジャーク将軍 | - ロブスターオルフェノク - ン・ガミオ・ゼダ - ウェザー・ドーパント - 超銀河王 | - サジタリウス・ノヴァ - フェニックス - デェムシュ進化体 |

### ショッカーユーゲント
ナオキ、ミツル、シゲル
ショッカーグランプリのレースで表彰台に上った（優勝、2位、3位に入賞した）3人の少年。
スーパーヒーロー大戦シリーズの過去作品である、『オーズ・電王・オールライダー レッツゴー仮面ライダー』にも同名の少年たちが登場している他、ナオキとミツルは『仮面ライダー』、シゲルは『仮面ライダーV3』に登場した少年とも同名だが、そのいずれも本作品に登場する3人とは別人である。元の歴史では、普通のレースで3人で表彰台に上っていた。

## 登場戦士・怪人
本作品オリジナルの登場戦士・怪人のみ記述。

### 仮面ライダー3号
黒井響一郎がタイフーンで変身する改造人間。別名ショッカーライダー3号。
基本的な外見は1号や2号に似ているが、全体的に旧1号を連想させるダークトーンで複眼は黄色、コンバーターラング、クラッシャー、グローブやブーツは青に近い緑色、肩から脚にかけて伸びるライン3本とマフラーは金色。クラッシャーは上下に鋭い牙が覗く形状となっており、1号や2号とは少し異なっている。また、手首と足首にはショッカーのシンボルマークが刻まれた手枷と足枷が嵌っており、それぞれに引きちぎったような鎖が繋がっている。
その戦闘力はダブルライダー以上。
登場シーンにはところどころ、無数の黒い羽毛が舞い落ちる演出がなされた。
- 打ち合わせ段階は黒井ではなく、滝和也が変身する案もあった[22]。
- デザイナーの田嶋は、漫画版の3号はあえて意識しないようにしたという[23]。旧1号と同様のダークトーンのカラーリングとなっているのは、ショッカーのラボで完成した改造人間であることから、強化前の1号と2号と同様のものとなった[23]。手足の枷は、後悔や運命から逃れられない黒井の心情と、起動時に鎖を改造手術台から引きちぎって起き上がったパワフルなイメージを具象化したものとなっている[23]。誇張した昆虫の触覚のアンテナやベルト脇の小型推進器など、要所に漫画版の雰囲気を加味している[23]。
- 「最新にして原点」というデザインテーマから、スーツは旧1号のレザー調となっている[23]。
- アクション監督の宮崎の案で、改造人間であることがわかるように、腕や脚の内部構造が技を繰り出す際に垣間見えるようになっている[23][24]。及川が演じることが決まったため、メットオフのシーンが追加された[22]。

ツール・マシン
タイフーン
3号の変身ベルト。帯の部分は金色となっており、シャッター部分にはショッカーマークが描かれている。
両腰には小型のジェット噴射機能が装備されており、ジャンプや必殺技発動時に使用する。

トライサイクロン
3号専用の自動車型マシン。旧サイクロン号の配色を自動車に落とし込んだ外見をしている。
巨大なスーパーチャージャーのユニットをフロントに載せており、メインエンジンとジェットエンジンを併用することで驚異的な加速力を誇る。武器としてミサイルの他、リトラクタブル・ヘッドライトを機関砲2基に換装し、両前輪のホイール部にサイクロン電磁ドリルと車体後部に6本の追加マフラーとロケットエンジンを装備。自動走行も可能。
立花レーシングチームのマークが描かれている。
- ベース車両はマツダ・ユーノスロードスター。
- フロントライトを抜き取ってマシンガンユニットを換装することで、3号の攻撃性を表現している。カラーリングは旧サイクロン号を忠実に再現しており、塗料も旧サイクロン号と同様の色になるように調合された。

必殺技
いずれの技も、発動時には内部構造が露出するようにエネルギーが充填されていく。
ライダーキック
右足に全身のエネルギーを集中して放つ飛び蹴り。
1号と2号のライダーダブルキックやV3のV3キックを遥かに凌駕しており、競り勝つほどの威力を持つ。
1973年での1号や2号との戦いでは左足、2015年現代での戦いでは右足で放っている。
ライダーパンチ
右腕にエネルギーを集中して放つストレートパンチ。

合体技
ライダートリプルキック
1号と2号との合体技。ライダーキックを3人で行う。チーターカタツムリを倒した。

### ショッカー（登場戦士・怪人）
チーターカタツムリ
本作品オリジナルのショッカーのチーターとカタツムリの合体怪人で、歴史改変によって改造人間と化した追田現八郎の正体。触手から噴射するカタツムリ粘液や伸縮自在の触手で敵の動きを鈍らせ、チーターの速度による高速移動で電光石火の攻撃を仕掛ける。本来の歴史ではうっかりした一面を持ちつつも正義感溢れる刑事だったが、改変後の世界では、ショッカーを裏切った特状課のメンバーに容赦のない制裁を加えるなど、その面影がまったく見られない冷酷非情なショッカーの手先となっている。ライダーロボが破壊され歴史が修復した後は、元に戻っている。
後日談の『仮面ライダー4号』ではショッカーの改造人間として、アリマンモスやヒルカメレオンとともにループする時間の中で破壊活動を行う。
- デザイナーにはゲルショッカーの合成怪人として発注されていたが、「一般の観客はゲルショッカーを知らないであろう」という判断からショッカー怪人へ変更された。速いと遅いという異なる2体の生物の組み合わせとなっている。デザインした竹谷によると、ゲルショッカー怪人で印象的な特徴だった左右非対称のデザインを取り入れたとされている。

ライダーロボ
最終決戦でショッカー首領の意志により、巨大電子頭脳が仮面ライダー3号の肉体とショッカー首領の魂とともに一体化して変形した巨大ロボ。詳しくはショッカー首領#ライダーロボを参照。

### ロイミュード
ロイミュード102
スパイダー型の下級ロイミュード。映画冒頭のホワイトボードでは、2014年10月5日から2015年3月15日までに起きた「警察官襲撃事件」の容疑者の北見景朗と何らかの繋がりがあると考えられていた。市街地にて仮面ライダードライブタイプスピードシャドーと戦い、歴史が変わる前にドライブにより倒される。

## 関連用語・装備・戦力
ショッカーライダー
ショッカーに敗れた正義の仮面ライダーたちが洗脳された際の名称。『仮面ライダー』のテレビシリーズ終盤に登場するショッカーライダーとは無関係である。
本作品では、ほぼすべてのライダーが洗脳されており、洗脳されていないのはBLACKやファイズ、ゼロノス、マッハのみ。一方、BLACKなどの正義ライダーの影響で洗脳が解ける（本来の歴史との差に違和感を覚える）者も存在し、ドライブといった一部の仮面ライダーは自力で洗脳を解いた。ギャレンやブレイド、カリス、レンゲルのように正義の仮面ライダーを騙し討ちにしようとしたライダーもいるが、彼らも後に自力で洗脳を解いている。
V3から鎧武までのうち、上記のライダー以外は洗脳が解けず、正義の仮面ライダーに襲いかかるが、1号と2号が復活したことによってV3たちも洗脳が解け、正義の仮面ライダーとして目覚める。

ライダーグランプリ
ドライブとショッカーライダーが雌雄を決するために行われたレース。レース中は、搭乗しているマシンの武装やライダーの武器も使用している。出場者は以下の通り（文字表記はレース会場のモニターより）。
| 出場ライダー名               | 出場マシン             | 原典                        | 備考         |
| ---------------------------- | ---------------------- | --------------------------- | ------------ |
| 仮面ライダードライブ         | トライドロン           | 『仮面ライダードライブ』    |              |
| ショッカーライダー3号        | トライサイクロン       | 本作品オリジナル            |              |
| ショッカーライダーアギト     | マシントルネイダー     | 『仮面ライダーアギト』      |              |
| ショッカーライダーカブト     | カブトエクステンダー   | 『仮面ライダーカブト』      |              |
| ショッカーライダーディケイド | マシンディケイダー     | 『仮面ライダーディケイド』  |              |
| ショッカーライダーダブル     | リボルギャリー[注釈 9] | 『仮面ライダーW』           |              |
| ショッカーライダーオーズ     | ライドベンダー         | 『仮面ライダーオーズ/OOO』  |              |
| ショッカーライダーフォーゼ   | マシンマッシグラー     | 『仮面ライダーフォーゼ』    |              |
| ショッカーライダーウィザード | マシンウィンガー       | 『仮面ライダーウィザード』  |              |
| ショッカーライダーガイム     | サクラハリケーン       | 『仮面ライダー鎧武/ガイム』 |              |
| 魔進チェイサー               | ライドチェイサー       | 『仮面ライダードライブ』    | 途中から乱入 |
| 仮面ライダーBLACK RX         | ライドロン             | 『仮面ライダーBLACK RX』    | 途中から乱入 |
| 仮面ライダーファイズ         | オートバジン           | 『仮面ライダー555』         | 途中から乱入 |
| 仮面ライダーマッハ           | ライドマッハー         | 『仮面ライダードライブ』    | 途中から乱入 |

ショッカーグランプリ
ナオキ、ミツル、シゲルが参加していたショッカー主催のカートレース。レース上位者にはショッカーユーゲント入隊が認められ、運転技術が優れているという理由から改造人間にされる者もいる。
- 撮影では作中に登場する役者ではなく、レーシングスクールに通う子供が運転している。

ライダータウン / ショッカータウン
ショッカーの手から逃れた人々が、仮面ライダーと共に暮らすとされる平和な街。しかし、実際はショッカーが流した偽情報であり、正義の心を持つ仮面ライダーを誘い込むための罠だった。

ブレイドの街
『仮面ライダー剣』に登場した仮面ライダーが支配する町。指揮者のレンゲルのもと、不死生物アンデッドの開発を進めている。基地の敷地内には、レンゲルのライダーズクレストである紫のクローバーと、変身用のラウズカード・チェンジスパイダーの絵柄が貼られている。

歴史改変マシン
歴史を思い通りに変えてしまう装置。仮面ライダー3号や「ショッカーに支配された暗黒の世界」を創り出した元凶であり、ライダーロボが破壊されたことで一旦は無効化されたが、後日譚の『仮面ライダー4号』では新たな首領の手によって再び動きだす。詳しくはショッカー首領#関連用語（ライダーロボ）を参照。

トライドロン忍シュリケン
トライドロンを人型ロボットに変形させる忍シュリケン。シフトカーのミッドナイトシャドーがドライブのもとに運んできた。好天が開発に関与している模様。コアの左下には「車」の文字が書かれており、ブレードはアカニンジャーのオトモ忍シュリケンと同様のものになっている。
ハンドル剣のホーン部分・ターンエンダーに装着して回転させ、ハンドル部分を切ることで発動する。
シュリケンジン・トライドロン
オトモ忍トライドロンが合体して操縦するシュリケンジンの特殊形態。分離した右腕部分のダンプマルの代わりにシノビマルが右腕となり、頭部にトライドロンシュリケンが合体している。武器はドラゴソードとドラゴシールド。
合体時にドライブはシュリケンジン内のコクピットで御輿の前に現れた座席に座っており、シュリケンジンに突き立てたハンドル剣を使って操縦する。
必殺技は、5色のタイヤ状のエネルギーで相手を拘束した後、5色の手裏剣型エネルギーを放ち、ドラゴソードですれ違いざまに斬りつけるシュリケンジン・トライドロンフィニッシュ。

## キャスト
- 泊進ノ介 / 仮面ライダードライブ - 竹内涼真
- 桜井侑斗 / 仮面ライダーゼロノス - 中村優一[41] 『仮面ライダー電王』
- 詩島剛 / 仮面ライダーマッハ - 稲葉友
- 乾巧 / 仮面ライダーファイズ - 半田健人[41] 『仮面ライダー555』
- 橘朔也 / 仮面ライダーギャレン[注釈 13] - 天野浩成[41] 『仮面ライダー剣』
- 詩島霧子 - 内田理央
- 沢神りんな - 吉井怜
- 西城究 - 浜野謙太
- 追田現八郎 / チーターカタツムリ[注釈 14] - 井俣太良
- ミツル - 江﨑政博
- ナオキ - 佐藤光将
- シゲル - 佐野代吉
- 澤田陸
- 小山涼介
- 長谷尚鋭
- 内田涼風
- 内田凜
- 大西広稀
- 大野龍成
- 鹿嶋崇良
- 髙橋朔也
- 渡辺カレラ
- 小泉みゆき
- 野呂陽菜
- 菅家ゆかり
- 大竹唯里香
- 小澤薫
- 南光太郎 / 仮面ライダーBLACK / RX - 倉田てつを[41] 『仮面ライダーBLACK』 『仮面ライダーBLACK RX』
- 伊賀崎天晴 / アカニンジャー - 西川俊介 『手裏剣戦隊ニンニンジャー』
- 加藤・クラウド・八雲 / アオニンジャー - 松本岳 『手裏剣戦隊ニンニンジャー』
- 松尾凪 / キニンジャー - 中村嘉惟人 『手裏剣戦隊ニンニンジャー』
- 伊賀崎風花 / シロニンジャー - 矢野優花 『手裏剣戦隊ニンニンジャー』
- 百地霞 / モモニンジャー - 山谷花純 『手裏剣戦隊ニンニンジャー』
- ブラック将軍 / ヒルカメレオン - 髙田延彦[44]
- 立花藤兵衛 - 井手らっきょ[45][46]
- 伊賀崎好天 - 笹野高史[46] 『手裏剣戦隊ニンニンジャー』
- 本願寺純 - 片岡鶴太郎
- 黒井響一郎 / 仮面ライダー3号 - 及川光博[47]

### 声の出演
- 魔進チェイサー - 上遠野太洸
- ベルトさん - クリス・ペプラー
- 仮面ライダーブレイド - 椿隆之[7] 『仮面ライダー剣』
- 仮面ライダーカリス - 森本亮治[7] 『仮面ライダー剣』
- 仮面ライダーレンゲル - 北条隆博[7] 『仮面ライダー剣』
- デネブ - 大塚芳忠[48] 『仮面ライダー電王』
- ショッカー首領[49] 他[注釈 15] - 関智一
- 仮面ライダー1号 他 - 稲田徹[51]
- 仮面ライダー2号 他 - 河本邦弘
- ライダーマン 他 - 石川英郎
- ライダー・怪人 - 藤本たかひろ

### スーツアクター
- 仮面ライダードライブ[52] - 高岩成二
- 渡辺淳
- 仮面ライダー3号[出典 4] - 永徳
- 青木哲也
- 仮面ライダーゼロノス[55]、仮面ライダーBLACK[56]、アカニンジャー[56] - 藤井祐伍
- 中田裕士
- 竹内康博
- 五味涼子
- 野川瑞穂
- 藤田慧
- 日下秀昭
- 仮面ライダーギャレン[42][11]、デネブ[出典 5] - 押川善文
- 仮面ライダーBLACK RX[58]、仮面ライダーレンゲル[42] - 岡元次郎
- 高橋光
- 岡田和也
- 佐藤太輔
- 高田将司
- 縄田雄哉
- 今井靖彦
- 蔦宗正人
- 伊藤茂騎
- 松本竜一
- 澤江晃史
- 寺本翔悟
- 石井靖見
- 喜多川2tom
- 渡辺実
- おぐらとしひろ
- 蜂須賀祐一
- 蜂須賀昭二
- 神前元
- 村岡弘之
- 本多剛幸
- 大林勝
- 大岩剣也
- 内川仁朗
- 田中領
- 佐藤義夫
- 榮男樹
- 山本裕一
- 田中慶
- 浦家賢士
- 久田悠貴
- 井口尚哉
- 宮川連
- 向田翼
- 村井亮
- 柏木佑太
- 北村海
- 寒川祥吾
- 松岡千尋
- 御前伸幸
- 藤田洋平
- 中野高志
- 藤木かおる
- 細川晃弘
- 今井結香子
- 勝呂学
- 渡邉昌宏[注釈 16]
- 松本拓巳
- 富永研司
- 隈本秋生[注釈 17]
- 永地悠斗
- 安楽有香理
- 鈴木大樹
- 岩上弘数
- 古山和輝
- 北島一寿
- 安永晃
- 辻将太
- 霜田元
- 佐伯啓
- 相馬絢也
- 山口仁美
- 小久江友子
- 古屋貴士
- 山口真弥
- 小豆畑佑二
- 下川真矢
- 白濱孝次
- 塩月竜
- 池田純太
- 宮崎高春
- 高嵜百花
- 岩井潤一
- 世名圭吾
- 長尾和彦
- 加藤勉
- 目黒圭一
- 白井雅士
- 吉村武将
- 片伯部浩正
- 中山孟[注釈 18]
- 内山大輔
- 五十嵐勝平
- 黒田昌樹
- 天貝学
- 青木清四郎
- 神里まつり
- 矢部敬三
- 関谷健利
- 前川孟論
- 松本直也
- 菊地雄人[注釈 19]
- 森博嗣

## スタッフ
- 原作 - 石ノ森章太郎、八手三郎
- 脚本 - 米村正二
- 音楽 - 鳴瀬シュウヘイ、中川幸太郎
- 製作 - 鈴木武幸、平城隆司、日達長夫、和田修治、松田英治、垰義孝、木下直哉
- 企画 - 有川俊、林雄一郎、加藤和夫、波多野淳一、小川政則、小野口征、中村和俊
- 撮影 - 宮崎悟郎
- 照明 - 斗沢秀
- 美術 - 大嶋修一
- 編集 - 長田直樹
- 録音 - 村上洋祐
- 整音 - 曽我薫
- 助監督 - 茶谷和行
- スクリプター - 柿崎徳子
- 制作担当 - 東正信
- ラインプロデューサー - 道木広志
- Bカメラ - 佐藤琢也
- FO - 関口洋平、迫あすみ
- 絵コンテ - なかの★陽
- キャラクターデザイン - 田嶋秀樹（石森プロ）、小林大祐・田中宗二郎（PLEX）
- クリーチャーデザイン - 竹谷隆之
- エンディング作画 - 飯田浩司（石森プロ）
- 助監督 - 塩川純平、石井千晶
- プロデューサー補 - 小髙史織、菅野あゆみ
- ラインプロデューサー補 - 下前明弘
- 制作デスク - 宮地みどり、木戸田康秀
- 音響効果 - 大野義彦、小川広美
- 戦隊スタッフ
  - アクション監督 - 福沢博文
  - 助監督 - 谷本健晋
  - 照明 - 山崎豊
  - プロデューサー - 若林豪
  - プロデューサー補 - 久慈麗人（東映）
  - 制作デスク - 辻絵里子
- 特撮研究所
  - 撮影 - 岡本純平、内田圭、平賀敬人
  - Bカメラ - すずきけいぞう
  - 照明 - 安藤和也、関澤陽介
  - 助監督 - 小串遼太郎
  - 美術 - 松浦芳、高橋一、鶴田智也、秋山拓海
  - 操演 - 中山亨、和田宏之、黒田政紀
  - ミニチュア制作 - ミューロン
- 製作プロダクション - 東映テレビ・プロダクション
- スーパーバイザー - 小野寺章（石森プロ）
- エグゼクティブプロデューサー - 佐々木基、疋田和樹
- プロデュース - 白倉伸一郎、武部直美、高橋一浩、大森敬仁、望月卓、井上千尋、佐藤現、矢田晃一、深田明宏
- アクション監督 - 宮崎剛（ジャパンアクションエンタープライズ）
- 特撮監督 - 佛田洋
- 「スーパーヒーロー大戦GP」製作委員会 - 東映、テレビ朝日、東映ビデオ、アサツー ディ・ケイ、東映エージエンシー、バンダイ、木下グループ
- 監督 - 柴﨑貴行
- 配給 - 東映

## 音楽
主題歌「Who's That Guy」
作詞 - 藤林聖子 / 作曲・編曲 - SAKOSHIN / 歌 - 及川光博
劇中曲「レッツゴー!! ライダーキック」
作詞 - 石ノ森章太郎 / 作曲・編曲 - 菊池俊輔 / 歌 - 藤浩一

## プロモーション
2015年2月4日から同年2月22日まで、本作品の公開記念企画としてイオンシネマとのコラボレーション企画『劇場版歴代仮面ライダー 投票キャンペーン』が行われ、対象10作品から第1位に選ばれた『仮面ライダーW FOREVER AtoZ/運命のガイアメモリ』と『天装戦隊ゴセイジャー エピックON THEムービー』の特別同時上映が、九州のイオンシネマ各6館にて3月7日・8日の2日間で1日1回の計2回決定した。
2015年3月8日に味の素スタジアムで行われた東京ヴェルディ1969対セレッソ大阪のJリーグ今季開幕戦にて、本作品とのコラボレーション企画が開催された。

## 映像ソフト化
2015年8月5日発売。Blu-ray / DVDでリリース。
- スーパーヒーロー大戦GP 仮面ライダー3号 ［ブルーレイ＋DVD］（2枚組）
  - ディスク1：本編Blu-ray
  - ディスク2：本編DVD
    - 映像特典（ディスク1、ディスク2共通）
      - TRAILER
- スーパーヒーロー大戦GP 仮面ライダー3号 コレクターズパック（2枚組）
  - ディスク1：本編ディスク（［ブルーレイ＋DVD］の各ディスクと共通）
  - ディスク2：特典ディスク（Blu-ray版はBlu-ray、DVD版はDVDで収録）
    - メイキング
    - 完成披露記者会見
    - 完成披露上映会舞台挨拶
    - 公開初日舞台挨拶
    - TV SPOT
    - DATA FILE
    - POSTER GALLERY

  - 初回限定特典
    - 特製スリーブケース

## 評価
全国307スクリーンで公開され、2015年3月21・22日の初日2日間で興収1億8,676万8,250円・動員14万5,688人を記録し、映画観客動員ランキング（興行通信社調べ）で初登場第6位を獲得した。

## スピンオフ

### dビデオスペシャル 仮面ライダー4号
2015年3月28日からdビデオで配信された、全3話のスピンオフ作品。映画の入場者プレゼントとして、先着100万名に同作品第1話のDVDが配布された。
監督は山口恭平が担当。『3号』の後日譚かつ、同作品に繋がるものとなっている。また『仮面ライダー555』の後日譚ともとれる内容となっている。
同作品独自の仮面ライダーとして、作品タイトルにもなっている仮面ライダー4号が登場。本格的な登場は第2話からであるが、映画本編のラストシーンや、同作品の第1話では先行して改造中の4号の姿が描かれている。
プロデューサーの白倉は同作品について、「映画『仮面ライダー3号』をきっかけに、その物語が拡がっていく作品にしたい」と考えている。脚本を担当した毛利亘宏は、桜井侑斗と乾巧の登場が決定していたことから、『仮面ライダー555』の結末に関連付けることを発想した。

#### あらすじ（dビデオスペシャル）
世界征服を企むショッカーによる仮面ライダー3号にまつわる事件は解決し、世界はある一点（剛の死）を除き正常を取り戻した、はずだった。
4月4日、特状課で居眠りをしていた泊進ノ介は詩島霧子からの電話で叩き起こされる。霧子とその弟である剛と共に映画を見る約束を忘れていた進ノ介は、腑に落ちない様子でドライブピットに向かうが、そこへ仮面ライダーファイズ / 乾巧と仮面ライダーゼロノス / 桜井侑斗が現れ、進ノ介に「街でショッカーが暴れている」と告げる。しかし、進ノ介はショッカーという名前にも、そもそもこの2人の男にも見覚えがない。釈然としないまま2人と共に街へ駆けつけた進ノ介の目の前には、まさしく人々を襲う怪人たちの姿があった。仮面ライダーに変身して敢然とショッカーの怪人と戦う巧と侑斗の姿を目にした進ノ介は妙な頭痛を感じると同時に、彼らが共にショッカーと戦った仲間であることを思い出し、すぐさま仮面ライダードライブ タイプスピードに変身する。進ノ介と合流した剛 / 仮面ライダーマッハを加えた4人の活躍でショッカー怪人チーターカタツムリは倒されるが、チーターカタツムリの自爆の道連れで剛が命を落としてしまう。悲しみに暮れる進ノ介と霧子たち。すると世界を謎の緑の光が包む。
気づいた時には、進ノ介は4月4日の特状課にいた。この時進ノ介は、再びライダーの歴史が狂っていることに気づいてなかった。

#### 登場戦士・怪人（dビデオスペシャル）
仮面ライダー4号
ショッカー科学陣が総力を結集して仮面ライダー3号に続き、新たに作り出した4人目の仮面ライダー。素材となった人間については作中では言及されていない。旧大日本帝国海軍の特攻隊員を思わせるボディの他、顔やタイフーンの形状は1号と2号、3号に近いが、クラッシャーはバッタではなく、本来の4号であるライダーマンのように人間の口を模した形状となっている。一人称は「俺」。
他の仮面ライダーたちのような特殊な能力こそないものの、圧倒的な防御力と攻撃力を持ち、ドライブとファイズ、ゼロノスの3人ライダーを同時に相手にしても圧倒する実力を持つ。またスカイサイクロンから飛び降りる際には、ムササビのように飛行服を広げて膜を手足に張って空中を高速滑空することができる。
幾度となく正義のライダーたちを苦しめたが、歴史改変を許さないドライブとの決戦でタイプフォーミュラに変身したドライブのフォーミュラドロップと自身のライダーキックでぶつかりあって足を負傷、ライダーパンチで撃墜しようとするも、限界を超えたドライブの前に爆死した。
- 脚本を担当した毛利亘宏は、ドラマには関わらず改心もしないことからあえてキャラクターの掘り下げを行わず、「格好良く強い敵」として描写した。また、飛行機に乗るという設定は毛利の趣味であるという。
- 飛行機乗りという設定のため、従来のバイクスーツのイメージを排し、飛行服ベースのものとなった。4号ということから口元が開いており、改造手術痕が頬近くにあるなど、3号と同様に漫画版の要素を入れ込んでいる。

ツール・マシン
タイフーン
4号の変身ベルト。帯の部分は緑色になっており、シャッター部分には、3号と同様ショッカーマークが描かれており、4号の初起動の際に開かれた。

スカイサイクロン
仮面ライダー4号が操縦する高性能爆撃機。凄まじいスピードで飛び回り、機関砲と強烈なミサイルを連続で放つ。4号が操縦していなくても自動戦闘機能で飛行や攻撃をすることが可能で、さらに両翼にショッカー戦闘機を合体させ飛行することもできる。最後はブースタートライドロンとゼロライナーの合体攻撃で破壊された。4号は本機に愛着を持っていたのか、大破された際には大きなショックを受けていた。
トライサイクロンと同様に理由こそ明示されていないものの、立花レーシングチームのマークが描かれている。
必殺技
いずれも発動の際に緑色に発光する演出になっている。
ライダーキック

ライダーパンチ
1発で敵の体内機能を狂わせるストレートパンチ。

アリマンモス
同作品オリジナルの、アリとマンモスの合体怪人。
アリの俊敏さとマンモスのパワーを併せ持つと自負するが、野太い声と高い声の別々で喋るというどこかコミカルな面も持ち合わせる。ムチのような長い鼻と鋭い牙が武器で、パワーを活かした突進攻撃と分身能力を用いる。分身能力は本来持ち合わせていなかったが、歴史改変で強化された結果備わった能力とされている。
- デザインを担当した竹谷によると、ゲルショッカー怪人を意識して足元に黄色いブーツを履かせたとされている。マンモス感を出すため、マンモスの足を膝にしている。また、左右対称の案が通ったため、左右非対称にしたい気持ちは封印したとされている。

ショッカーライダー
仮面ライダー王蛇
仮面ライダーサソード ライダーフォーム
仮面ライダーダークキバ
仮面ライダーバロン バナナアームズ
歴史改変マシンの繰り返しによって、ショッカーの配下となった4人のライダーたち。ショッカーの怪人たちよりも階級は低いようで、劇中では彼らの命令で動くこともある。

#### キャスト（dビデオスペシャル）
- 泊進ノ介 / 仮面ライダードライブ - 竹内涼真
- 乾巧 / 仮面ライダーファイズ - 半田健人 『仮面ライダー555』
- 桜井侑斗 / 仮面ライダーゼロノス - 中村優一 『仮面ライダー電王』
- 詩島霧子 - 内田理央
- 詩島剛 / 仮面ライダーマッハ - 稲葉友
- 海堂直也 / スネークオルフェノク - 唐橋充 『仮面ライダー555』

##### 声の出演（dビデオスペシャル）
- 仮面ライダー4号 - 松岡充[74]
- ベルトさん - クリス・ペプラー
- デネブ - 大塚芳忠 『仮面ライダー電王』
- ヒルカメレオン - 小柳良寛
- チーターカタツムリ - 井俣太良
- アリマンモス[49]、ショッカー首領[16] - 関智一

#### スーツアクター（dビデオスペシャル）
- 仮面ライダードライブ[75] - 高岩成二
- 渡辺淳
- 仮面ライダー4号[76][54] - 永徳
- 押川善文
- 高田将司
- 今井靖彦
- 岡田和也
- 神前元
- 佐藤太輔

#### スタッフ（dビデオスペシャル）
- 原作 - 石ノ森章太郎
- 脚本 - 毛利亘宏
- アクション監督 - 宮崎剛（ジャパンアクションエンタープライズ）
- 特撮監督 - 佛田洋
- 監督 - 山口恭平
- 撮影 - 宮崎悟郎
- 美術 - 大嶋修一
- 編集 - 長田直樹
- 助監督 - 茶谷和行
- V.E - 江島公昭
- 装飾 - 大熊雄巳（東京美工）
- MA - 曽我薫
- 制作担当 - 中保眞典
- 照明 - 斗沢秀
- キャラクターデザイン - 田嶋秀樹（石森プロ）
- 選曲 - 金成謙二
- カースタント - 西村信宏（武士レーシング）
- 録音 - 堀江二郎
- クリーチャーデザイン - 竹谷隆之
- 音響効果 - 小川広美
- ラインプロデューサー - 道木広志
- プロデュース - 三宅裕士・辻村和也（エイベックス・デジタル）、白倉伸一郎・高橋一浩・大森敬仁・望月卓（東映）
- 製作プロダクション - 東映テレビ・プロダクション
- 制作 - 東映
- 制作協力 - dビデオ[77]

#### 主題歌（dビデオスペシャル）
「time」
作詞 - 松岡充 / 作曲 - tatsuo / 編曲 - tatsuo、五十嵐“IGAO”淳一 / 歌 - Mitsuru Matsuoka EARNEST DRIVE

#### 配信日程
- 第1話：2015年3月28日 「エピソード1 死斗！仮面ライダーは三度死ぬ！！」
- 第2話：3月28日 「エピソード2 対決！！スカイサイクロン空襲」
- 第3話：4月4日 「エピソード3 決斗！ショッカー首領の正体」

#### 映像ソフト化（dビデオスペシャル）
Blu-ray / DVDでリリース。
- スーパーヒーロー大戦GP 仮面ライダー3号 入場者プレゼント（DVD1枚組）
第1話のみ収録。
- dビデオスペシャル 仮面ライダー4号 ［ブルーレイ＋DVD］（2枚組、2015年9月9日発売）
  - ディスク1：本編Blu-ray
  - ディスク2：本編DVD
    - 映像特典（ディスク1、ディスク2共通）
      - TRAILER

### テレビスペシャル
『手裏剣戦隊ニンニンジャーVS仮面ライダードライブ 春休み合体1時間スペシャル』（しゅりけんせんたいニンニンジャー たい かめんライダードライブ はるやすみがったいいちじかんスペシャル）は、2015年3月29日にテレビ朝日系列のスーパーヒーロータイム枠（日曜7:30 - 8:30（JST））で放送された特別番組。
2014年3月に同枠で放送された、『烈車戦隊トッキュウジャーVS仮面ライダー鎧武 春休み合体スペシャル』と同じく、スーパー戦隊シリーズ最新作『手裏剣戦隊ニンニンジャー』と仮面ライダーシリーズ最新作『仮面ライダードライブ』が同一作品に登場する、クロスオーバー番組である。時系列上では、映画本編の前日譚に当たるエピソードであり、同作品にも及川光博が特別ゲストとして黒井 響一郎 / 仮面ライダー3号を演じている。一方で前日譚という触れ込みではあるものの、映画本編ではドライブとニンニンジャー、好天が初対面であるかのような反応を示しており、歴史改変マシンの設定を加味しても多少の矛盾が生じているが、映画本編や『仮面ライダー4号』では、歴史改変の影響で一部の記憶が欠如と混乱している描写も存在する。
また、映画本編では何の説明もなく突然登場したニンニンジャーだが、同作品では『仮面ライダー』と『ニンニンジャー』は別の世界の住人であり、試作品の「歴史改変マシン」の影響で仮面ライダーの世界にニンニンジャーが呼び寄せられたことが判明する。そのため、巨大ロボットを見慣れていない仮面ライダー世界の住人が、カラクリ巨大ロボを所有するニンニンジャーを過度に危険視するなど、両者の世界観の違いを示す描写が見られる。

#### あらすじ（テレビスペシャル）
街に牙鬼軍団の妖怪ブルブルが出現。立ち向かった手裏剣戦隊ニンニンジャーは、ブルブルが発生させた重加速現象によって身動きを封じられ、ブルブルに逃げられてしまう。そこへ現れた仮面ライダードライブは、ニンニンジャーをロイミュード集団と勘違いする。

#### 登場怪人（テレビスペシャル）
妖怪ブルブル
牙鬼軍団（十六夜九衛門）とロイミュードが手を組み、スパイダーバイラルコアに封印の手裏剣が取り憑いて生まれた、妖怪震々とロイミュードの能力を併せ持つ融合妖怪。
2本の接続可能な剣震々刀（）と強力な体当たりが武器で、相手を恐怖に陥れる妖術と重加速を使用できる。
- デザインは、『ニンニンジャー』の各話怪人を担当するK-SuKeの手による。モチーフは『ドライブ』とのクロスオーバーであることから、車（バイラルコア）を用いることは最初から決まっており、脚本の三条陸が車の擬音からの連想で妖怪のモチーフに震々を選んだ。バイラルコアが融合しているが、物語序盤ではバレてはいけないため、そのようなパーツを髪の毛で隠してデザインされている。浮世絵の震々には脚がないため、脚を黒くして長い前垂れを加えることで幽霊のように見えるようにしている。

ディー博士 / ロイミュード089
同作品における事件の元凶。ディー博士はショッカーの科学者で、本人は死亡していたが、スパイダー型の下級ロイミュード089により細胞がコピーされた。
その後、自らの身体を土台として後述の「空間変異装置」を開発する。
ショッカーブルブル
ディー博士が、倒された妖怪ブルブルを構成していた封印の手裏剣を取り込んだことで、その姿と能力を入れた状態。外見上の違いは、腰に金色のショッカーベルトを巻いており、ディー博士の芝居がかった口調で話す。
恐怖を吸収したことで、ブルブル時の能力がさらにパワーアップし、体内の空間変異装置によって範囲内にいる者たちの恐怖心を引き起こして動きを鈍らせるテリブルプレッシャーが使えるようになった。
最終決戦時は、カメバズーカやヒルカメレオンの加勢を受け、進ノ介や天晴たちと交戦する。
- ショッカーブルブルのデザイン画は描かれず、造形は現場処理による。

空間変異装置
ディー博士を複製したロイミュード089により開発された装置で、ニンニンジャーたちが『ドライブ』の世界に来てしまった原因ともなった。この装置は、映画本編における歴史改変マシンのテスト品（試作機）であることが、同作品のラストにて黒井の口から語られている。

ディー博士配下の下級ロイミュード
ロイミュード076に関しては、作中では誰の部下なのか明確にされておらず、後年「仮面ライダー図鑑」などにおいてディー博士の部下であることが明確化された。
ロイミュード076
決戦時にショッカー戦闘員やヒトカラゲの中に混じっていた、バット型の下級ロイミュード。空中から攻撃するがアカニンジャーの蜿蜿長蛇の術を食らい倒される。
ロイミュード057、ロイミュード016
ブルブルが撃破された後、封印の手裏剣を譲り受けたディー博士から交換対象として、コブラ型の057・バット型の016を十六夜九衛門が譲り受けた。
巨大ロイミュード
十六夜九衛門が、057と016を肥大蕃息の術で巨大化させた姿。
ロイミュードがそのままの姿で巨大化した際には、進ノ介やベルトさんも驚きを隠せなかった。最終的に2体ともシュリケンジンUFOのシュリケンジン・UFOビッグバンを食らい倒される。

#### キャスト（テレビスペシャル）
- 伊賀崎天晴 / アカニンジャー - 西川俊介
- 加藤・クラウド・八雲 / アオニンジャー - 松本岳
- 松尾凪 / キニンジャー - 中村嘉惟人
- 伊賀崎風花 / シロニンジャー - 矢野優花
- 百地霞 / モモニンジャー - 山谷花純
- 伊賀崎旋風 - 矢柴俊博
- 泊進ノ介 / 仮面ライダードライブ - 竹内涼真
- 詩島霧子 - 内田理央
- 詩島剛 / 仮面ライダーマッハ - 稲葉友
- 沢神りんな - 吉井怜
- 西城究 - 浜野謙太
- 追田現八郎 - 井俣太良
- ブレン - 松島庄汰
- メディック - 馬場ふみか
- ハート - 蕨野友也
- ディー博士 / 妖怪ブルブルの声 - 岸祐二[注釈 24][78]
- 黒井響一郎 / 仮面ライダー3号 - 及川光博（特別出演）
- 伊賀崎好天 - 笹野高史
- 本願寺純 - 片岡鶴太郎

##### 声の出演（テレビスペシャル）
- ベルトさん - クリス・ペプラー
- 十六夜九衛門 - 潘めぐみ
- カメバズーカ、首領 - 関智一
- ヒルカメレオン - 小柳良寛

##### スーツアクター（テレビスペシャル）
- 藤井祐伍
- 中田裕士
- 竹内康博
- 五味涼子
- 野川瑞穂
- 蜂須賀祐一
- 日下秀昭
- 高岩成二
- 渡辺淳
- 今井靖彦
- 永徳
- 喜多川2tom
- 渡辺実
- 大林勝
- 佐藤太輔
- 田中宏幸
- 藤田慧
- おぐらとしひろ
- 高田将司
- 村井亮
- 内川仁朗
- 岡田和也
- 神前元

#### スタッフ（テレビスペシャル）
- 原作 - 石ノ森章太郎、八手三郎
- 脚本 - 三条陸
- 音楽 - 鳴瀬シュウヘイ、中川幸太郎、山下康介
- 撮影 - 松村文雄
- 照明 - 西田文彦
- 美術 - 大嶋修一
- 録音 - 遠藤和生
- MA - 曽我薫
- 編集 - 佐藤連
- スクリプター - 渋谷康子
- 助監督 - 上堀内佳寿也
- 制作担当 - 東正信
- ラインプロデューサー - 道木広志
- 絵コンテ - なかの★陽
- キャラクターデザイン - 田嶋秀樹（石森プロ）、PLEX
- クリーチャーデザイン - 篠原保、K-SuKe、竹谷隆之
- プロデュース補 - 菅野あゆみ、久慈麗人、小髙史織
- 特撮監督 - 佛田洋
- アクション監督 - 石垣広文（ジャパンアクションエンタープライズ）、福沢博文
- スーパーバイザー - 小野寺章
- プロデューサー - 佐々木基・井上千尋（テレビ朝日）、武部直美・大森敬仁・望月卓（東映）、矢田晃一・深田明宏（東映エージェンシー）
- 監督 - 中澤祥次郎
- 制作 - tv asahi、東映、東映エージエンシー、ADK

#### 音楽（テレビスペシャル）
主題歌「Who's That Guy」
作詞 - 藤林聖子 / 作曲・編曲 - SAKOSHIN / 歌 - 及川光博
挿入歌
「さぁ行け!ニンニンジャー!」
作詞：及川眠子 / 作曲・編曲：佐藤晃 / 歌：大西洋平
「SURPRISE-DRIVE」
作詞 - 藤林聖子 / 作曲・編曲 - tatsuo / 歌 - Mitsuru Matsuoka EARNEST DRIVE

#### 映像ソフト化（テレビスペシャル）
2015年8月5日発売。Blu-ray / DVDでリリース。
- 手裏剣戦隊ニンニンジャーVS仮面ライダードライブ 春休み合体1時間スペシャル（1枚組）
  - 映像特典
    - お祭りトークパーティー
    - ノンスーパーED
    - PR集
    - デザインギャラリー

## 他媒体展開

### 小説
『S.I.C. HERO SAGA MASKED RIDER DECADE EDITION -オーズの世界-』
『仮面ライダーディケイド』と『仮面ライダーオーズ/OOO』、『仮面ライダー鎧武/ガイム』がクロスオーバーするジオラマ小説。
仮面ライダーディケイドに変身する門矢士が、「オーズの世界」に現れたライダーロボを知っていたり、仮面ライダー3号の名前を口にするなど、本作品の後日譚となっている。
士によると、映画本編で登場した仮面ライダークウガは、五代雄介の方だとされている。

### 他映画
『仮面ライダー ビヨンド・ジェネレーションズ』
『仮面ライダーリバイス』と『仮面ライダーセイバー』のクロスオーバー作品。仮面ライダー4号が登場。